# گوردن ساندلند
گوردن ساندلند (انگلیسی: Gordon Sondland؛ زادهٔ ۱۶ ژوئیهٔ ۱۹۵۷) سیاست‌مدار و سفیر ایالات متحده در اتحادیه اروپا است. او در نوامبر ۲۰۱۹ در جریان اعلام وصول استیضاح دونالد ترامپ شهادت داد.  سرانجام در تاریخ ۷ فوریه ۲۰۲۰ دونالد ترامپ او را از سمت خود برکنار کرد.